# يونيزاوا (ياماغاتا)
مدينة يونيزاوا (بالإنجليزية: Yonezawa)‏ هي أحد المدن التابعة لمحافظة ياماغاتا. تأسست رسميًا في 1889-04-01. ويقدر عدد سكانها بـ 91704 نسمة حسب تقدير مكتب الإحصاء الياباني لعام 2012. تبلغ مساحة يونيزاوا 548.74 كم2. بكثافة سكانية تبلغ 167 نسمة/كم2.

## أعلام
- ساتوشي ساتو
- هيرواكي آبي